# (5109) Robertmiller
(5109) Robertmiller (1987 RM1) – planetoida z pasa głównego asteroid okrążająca Słońce w ciągu 3 lat i 130 dni w średniej odległości 2,24 j.a. Została odkryta 13 września 1987 roku.